# Bisdom Culiacán
Het bisdom Culiacán (Latijn: Dioecesis Culiacanensis) is een rooms-katholiek bisdom met als zetel Culiacán, in Mexico. Het bisdom is suffragaan aan het aartsbisdom Hermosillo. 

## Geschiedenis
Het bisdom werd opgericht op 24 mei 1883, als bisdom Sinaloa, uit delen van het bisdom Sonora, en was suffragaan aan het aartsbisdom Guadalajara. Op 23 juni 1891 veranderde het van kerkprovincie en werd suffragaan aan het nieuw verheven aartsbisdom Durango. Op 16 februari 1959 veranderde het van naam naar bisdom Culiacán. Op 25 november 2006 veranderde het nogmaals van kerkprovincie en werd suffragaan aan het aartsbisdom Hermosillo.

## Parochies
Het bisdom had in 2021 een oppervlakte van 40.674 km2 en telde 2.296.414 inwoners waarvan 78,3% rooms-katholiek was.

## Bisschoppen
- José de Jesús María Uriarte y Pérez (9 augustus 1883 - 26 mei 1887)
- José María de Jesús Portugal y Serratos (1 oktober 1888 - 28 november 1898)
- José Homobono Anaya y Gutiérrez (28 november 1898 - 9 november 1902)
- Francisco Uranga y Sáenz (25 juni 1903 - 18 december 1919)
- Silviano Carrillo y Cárdenas (30 juli 1920 - 10 september 1921)
- Agustín Aguirre y Ramos (23 juni 1922 - 7 mei 1942)
- Lino Aguirre Garcia (22 januari 1944 - 20 augustus 1969)
- Luis Rojas Mena (20 augustus 1969 - 4 oktober 1993; hulpbisschop sinds 6 mei 1968)
  - Jesús Humberto Velázquez Garay (hulpbisschop: 10 februari 1983 - 28 april 1988)
- Benjamín Jiménez Hernández (4 oktober 1993 - 18 maart 2011; hulpbisschop sinds 13 mei 1989)
  - Emigdio Duarte Figueroa (hulpbisschop: 15 januari 2007 - september 2010)
- Jonás Guerrero Corona (18 maart 2011 - 21 september 2023)
- Jesús José Herrera Quiñonez (21 september 2023 - heden)

Hermosillo (aartsbisdom) · Ciudad Obregón · Culiacán · Nogales